# كوستاس كابيتانوس
كوستاس كابيتانوس (باليونانية: Κώστας Καπετάνος)‏ هو لاعب كرة قدم يوناني في مركز الوسط، ولد في 27 أكتوبر 1984 في بتولمايذا في اليونان. لعب مع أريس تسالونيكي وأوليمبياكوس فولو ونادي إيراكليس ونادي بانيونيوس.

## وصلات خارجية
- كوستاس كابيتانوس على موقع Soccerway.com (الإنجليزية)